# Maurice Boulois
Maurice Boulois (26 maggio 1940) è un ex cestista francese.

## Carriera
Con la Francia ha disputato i Campionati europei del 1965.